# كاهو (تشناران)
كاهو (بالفارسية: کاهو) هي قرية تقع في قسم غلمكان الريفي (مقاطعة تشناران) في إيران. يقدر عدد سكانها بـ 555 نسمة بحسب إحصاء 2016.